# Taravai

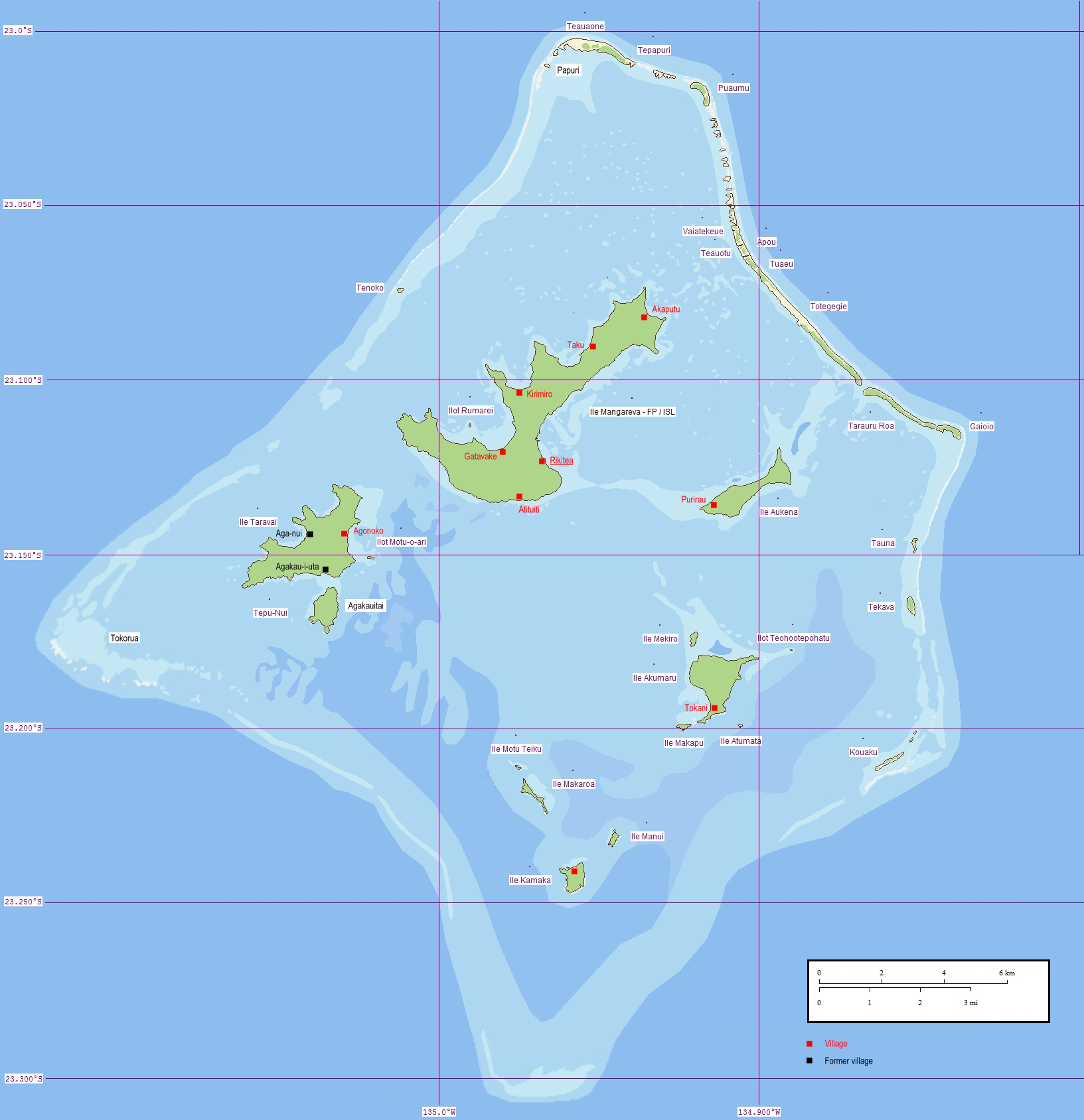
översiktskarta

Taravai (franska île Taravai) är en ö i Franska Polynesien i Stilla havet.

## Geografi
Taravai ligger i ögruppen Gambieröarna och ligger cirka 1700 km sydöst om Tahiti.
Ön har en area om cirka 5,3 km² och har för närvarande endast en fast bosatt invånare som lever i orten Agonoko, förvaltningsmässigt tillhör ön Mangareva bara cirka 8 km därifrån och härifrån kommer regelbundet besökare för att leva på ön en tid.
Högsta höjden är cirka 256 m ö.h. och ön har faktiskt en kyrka, St. Gabriel Church. Strax utanför ligger småöarna Motu Angakauitai och Motu-o-ari.

## Historia
Taravai beboddes troligen av polynesier redan på 900-talet. Ön upptäcktes av brittiske James Wilson 1797.
1838 avslutades här övergången till kristendom bland Gambieröarna när de franska pastorerna Honoré Laval och François Caret anlände till ön.
1903 införlivades ön tillsammans med övriga öar inom Franska Polynesien i det nyskapade Établissements Français de l'Océanie (Franska Oceanien).